# Bertrichamps
Bertrichamps é uma comuna francesa na região administrativa de Grande Leste, no departamento de Meurthe-et-Moselle. Estende-se por uma área de 19,66 km². Em 2010 a comuna tinha 1 117 habitantes (densidade: 56,8 hab./km²).